# Ursberg
Ursberg er en kommune i Landkreis Günzburg i Regierungsbezirk Schwaben i den tyske delstat Bayern.

## Geografi
Ursberg ligger i Region Donau-Iller.
I Kommunen ligger ud over Ursberg, landsbyerne Bayersried, Mindelzell, Oberrohr og Premach .
- Den tidligere CSU-formand i Bayern, og finansminister under Helmut Kohl, Theo Waigel er født i Ursberg.